# 2012 (영화)
《2012》는 2009년 개봉한 미국의 SF 재난 모험 영화이다. 감독과 각본은 롤란트 에머리히가 맡았다. 원래는 로스앤젤레스에서 촬영하기로 계획했었으나, 2008년 8월 밴쿠버에서 촬영을 시작했다.
영화의 줄거리는 잭슨 커티스(존 큐잭)가 아들 노아(리엄 제임스)와 딸 릴리(모건 릴리), 예전 부인 케이트 커티스(어맨다 피트), 그리고 그녀의 남자 친구 고든 실버먼(톰 매카시)을 데리고 심한 지각 변동으로 파괴되는 도시에서 벗어나려고 탈출하려고 하면서 시작된다. 영화에서는 마야니즘, 메소아메리카 장주기 달력, 2012년 종말론이 언급되면서 2012년에 일어나는 대재앙이 묘사되었다. 에머리히 감독은 이 작품이 자신의 마지막 재난 영화가 될 것이라고 밝혔다.
주인공 잭슨 커티스의 관점으로 만들어진 웹사이트, 머지 않아 일어날 재앙에서 구조될 수 있게 로또 번호를 등록하는 입소문 마케팅 사이트 등 마케팅 이후에 2009년 11월 13일 전 세계에서 개봉했다. 영화에 대한 평가는 엇갈려 특수 효과와 분위기에 대해서는 좋은 평가가 있었지만, 러닝 타임(158분)과 각본에 대해서는 비판적인 평이 많았다. 2억 달러의 예산을 들인 이 영화는 세계적으로 거의 7.7억 달러가량 벌어들이면서 크게 흥행했다.

## 줄거리
2009년 미국인 지질학자 에이드리언 헴슬리는 인도에 있는 천체물리학자 사트남 츠루타니 박사를 만나 엄청난 태양 플레어로 생겨난 중성미자가 지구 중심부의 온도를 급격하게 상승시킨다는 사실을 발견한다. 에이드리언은 백악관 비서실장 칼 앤하이저에게 이 사실을 보고하고 앤하이저를 통해서 미국의 대통령과 만난다.
2010년 토머스 윌슨 대통령과 다른 나라의 지도자들은 인류의 생존을 위한 비밀 프로젝트를 시작한다. 40만여 명의 사람들만이 중국 남서부 히말라야산맥 티베트 초밍에서 건설되고 있는 댐 건설로 위장한 이른바 '노아의 방주'에 탈 수 있었다. 같은 시간 중국 인민해방군은 이 방주를 건설할 사람들을 모으고 텐진은 이 프로젝트에 지원하고 그 사이 승려 니마는 대피한다. 사람들에게 10억 유로의 방주를 탈 수 있는 탑승표를 팔면서 방주를 만들 돈을 모은다. 2011년 인류의 가치있는 보물들은 테러리스트의 공격에서 보호한다는 이유로 알프스로 옮겨지고 미술 전문가와 대통령 딸 로라 윌슨은 이를 돕는다.
2012년 로스앤젤레스에 사는 공상 과학 소설가 잭슨 커티스는 러시아의 억만장자 유리 카르포프의 리무진 운전자로 돈을 벌고 있다. 잭슨의 예전 부인 케이트와 아들 노아, 딸 릴리는 케이트의 남자 친구인 성형외과 의사 고든 실버먼과 함께 산다.
잭슨은 아들딸 노아, 릴리와 옐로스톤 국립공원으로 캠핑을 간다. 그 곳에서 세 명은 헴슬리를 만난 뒤 찰리 프로스트를 만나는데 그는 공원에서 개인 라디오를 하는 사람이었다. 찰리는 극이동과 메소아메리카 장주기 달력이 2012년 종말을 예언한다는 내용의 찰스 헵굿의 이론이 담긴 비디오를 보여준다. 또한 노아의 방주 프로젝트 지도와 일반에게 사실을 공개하려고 했던 전 세계의 많은 공직자와 과학자들이 죽임을 당한 사실을 말해준다. 샌앤드리어스 단층을 따라 지진 활동이 증가하자 가족들은 집으로 돌아온다. 잭슨은 점점 의심이 커지고 가족을 구하기 위해 세스나 340을 빌린다. 마침 진도 10.9의 지진이 일어나 건물과 땅이 파괴되는 가운데 잭슨은 가족과 고든을 구하러 오고 그들은 소형 비행기를 타고 산타모니카 공항을 이륙하고 겨우 로스앤젤레스를 탈출하고 캘리포니아는 태평양 아래로 가라앉는다.
전 세계적으로 지진과 쓰나미와 같은 재앙이 일어나면서 수 억 명의 사람들이 사망하고 옐로스톤 칼데라가 폭발하는 와중에 잭슨은 찰리의 노아의 방주 지도를 찾아낸 뒤 가족들과 함께 그 곳을 탈출한다. 찰리는 칼데라 폭발을 중계하다 죽는다. 방주가 중국에 있는 걸 알고 가족은 큰 비행기를 찾기 위해 완전히 황폐해진 라스베이거스에 착륙한다. 그들은 거기서 우연히 유리와 그의 두 아들 알렉과 올렉, 여자 친구 타마라와 조종사 사샤를 만난다. 그들은 비행기 안토노브 An-500을 타고서 옐로스톤의 재로 뒤덮인 도시를 떠나 중국으로 향한다. 앤하이저와 헴슬리, 로라 윌슨은 에어 포스 원에 탑승하고 방주를 지휘한다. 윌슨 대통령은 워싱턴 D.C.에 남아 마지막 연설을 한다. 부통령은 이미 사망했고 대변인은 실종되었다는 소식이 들려오는 가운데 앤하이저는 사실상의 미국 대표가 된다. 워싱턴(M 9.4)과 일본, 로마에 지진이 덮치는 가운데 윌슨은 거대한 해일로 항공모함 USS 존 F. 케네디가 백악관으로 밀려오면서 그 속에서 사망했으며 헴슬리의 아버지는 유람선(Cruise Ship)에 있었는데 해당 유람선이 동해에서 발생한 M 7.9, M 8.2의 지진으로 인하여 발생한 쓰나미로 침몰하면서 사망하고 교황 베네딕토 16세는 지진으로 사망한다.
잭슨의 가족들과 유리의 가족들은 중국에 착륙한다. 그 과정에서 사샤는 사망했고 그들은 방주로 동물을 데려가다가 헬리콥터를 타고 있는 중국 군인들에 의해 발견된다. 탑승표를 갖고 있던 유리와 두 아들은 방주에 가게 되지만 타마라와 나머지는 표 없이 남겨진다. 그들은 계속 걷다가 니마에게 구조되고 니마의 조부모와 함께 방주로 간다. 그들은 텐진의 도움으로 미국의 대표단들이 타고 있는 방주 4에 몰래 탑승하지만 거대한 해일이 덮쳐오면서 달라이 라마와 사트남이 죽는다. 잭슨의 가족들과 타마라는 방주의 문 쪽에 잠입하는데 이 과정에서 고든이 죽고 텐진이 상처를 입는다. 한편 헴슬리와 방주을 타지 못한 사람들을 구해주자고 주장하며 앤하이저와 갈등하다가 결국 헴슬리의 의견대로 방주의 입구를 열어 사람들을 태운다. 그 과정에서 유리는 탑승하지 못해 죽는다. 출발을 위해 방주의 문을 닫는데 문 쪽에 문제가 생겨서 닫히지 않아 문제가 생겨 방주 안에 물이 들어오고 타마라는 익사한다. 출발하지 못하면서 방주는 에베레스트 산에 충돌할 뻔하지만 잭슨과 아들 노아는 그 문제를 해결하고 문이 닫히고 방주는 제대로 나아간다.
해일이 잠잠해지며 수위가 낮아지고, 남아프리카 공화국에 있는 희망봉이 세계 최고봉이 되고 방주는 새 터전인 그 곳으로 향한다. 잭슨은 다시 가족의 품으로 돌아오고 헴슬리는 로라와 교제를 한다. 우주에서 본 지구의 모습은 아프리카만이 유일한 대륙으로 남은 모습이다.

## 배역
- 존 큐잭 - 잭슨 커티스 역, 공상 과학 소설가로 리무진 운전기사로 겨우 먹고 살 만큼 벌고, 일에만 집중해서 가족들과 멀어진 상태.[4]
- 추이텔 에지오포 - 에이드리언 헴슬리 역, 지질학자이자 미국 대통령의 과학 고문. 또한 커티스 작품의 팬.[5]
- 어맨다 피트 - 케이트 커티스 역, 의대생이자 잭슨의 옛 부인.[6]
- 리엄 제임스 - 노아 커티스 역, 잭슨과 케이트의 아들.
- 모건 릴리 - 릴리 커티스 역, 잭슨과 케이트의 딸.
- 토머스 매카시 - 고든 실버먼 역, 케이트의 남자친구, 성형외과 의사.[7]
- 대니 글러버 - 토머스 윌슨 역, 미국의 대통령.
- 탠디 뉴턴 - 로라 윌슨 박사 역, 미술 전문가이며 윌슨 대통령의 딸.
- 올리버 플랫 - 칼 앤하이저 역, 대통령 비서실장.
- 우디 해럴슨 - 찰리 프로스트 역, 비주류 과학 음모론을 주장하며 개인 라디오를 운영한다.
- 존 빌링슬리 - 프레더릭 웨스트 교수 역, 과학자이며 헴슬리 박사의 동료.
- 라이언 맥도널드 - 스코티 역, 헴슬리 박사와 프레더릭 웨스트 교수의 조수.
- 지미 미스트리 - 사트남 츠루타니 역, 천체 물리학자이며 헴슬리 박사의 친구.
- 오스릭 차우 - 니마 역, 티베트 불교 승려.
- 친 한 - 텐진 역, 니마의 형.
- 창 성 - 니마와 텐진의 할아버지 역.
- 리사 루 - 니마와 텐진의 할머니 역.
- 즐라코 부릭 - 유리 카르포프 역, 러시아인 억만장자.
- 베아트리스 로젠 - 타마라 역, 유리의 여자 친구.
- 알렉상드르와 필립 하우스만 - 알렉과 올렉 카포브 역, 유리의 쌍둥이 아들.
- 조핸 어브 - 사샤 역.
- 블루 맨쿠마 - 해리 헴슬리 역, 에이드리언의 아버지이자 토니의 노래 파트너.
- 조지 시걸- 토니 델고토 역, 재즈 가수이며 해리의 파트너.
- 스티븐 맥허티 - 마이클 선장 역, 방주 4의 선장.
- 파트리크 보쇼 - 롤랑 피카드 역, 루브르 박물관의 관장으로 미국 정부에 의해 살해당함.
- 헨리 오 - 라마 린포체 역, 티베트 불교 승려.

## 제작
감독 롤란트 에머리히와 작가 겸 제작자인 해럴드 클로저는 함께 "2012"라는 제목의 대본을 써서 2008년 2월에 주요한 스튜디오들한테 판매를 시도하였다. 거의 모든 스튜디오에서 에머리히 측과 만남을 갖고 감독이 만든 예산 계획서와 영화 줄거리를 들었다. 에머리히는 《인디펜던스 데이》와 《투모로우》를 만들 때도 같은 만남을 가졌었다.

## 사운드트랙
영화 오리지널 사운드트랙은 해럴드 클로저와 토머스 웽커가 작곡했다. 가수 애덤 램버트가 영화 타이틀 곡 "Time for Miracles"을 불렀고, 그는 MTV와의 인터뷰에서 노래 부를 기회를 가질 수 있어서 감사하다고 밝혔다.
출연 배우 조지 시걸과 블루 만쿠마가 부른 "It Ain't the End of the World", 필터의 "Fades Like a Photograph" 등, 사운드트랙에는 모두 24곡이 수록되었다. 트레일러 음악은 Two Steps from Hell의 Master of Shadows이다.
| #   | 제목                                                            | 재생 시간 |
| --- | --------------------------------------------------------------- | --------- |
| 1.  | 〈Time for Miracles〉 (애덤 램버트 노래)                        |           |
| 2.  | 〈Constellation〉                                               | 1:30      |
| 3.  | 〈Wisconsin〉                                                   | 1:14      |
| 4.  | 〈U.S. Army〉                                                   | 2:20      |
| 5.  | 〈Ready to Rumble〉                                             | 1:42      |
| 6.  | 〈Spirit of Santa Monica〉                                      | 1:21      |
| 7.  | 〈It Ain't the End of the World〉 (조지 시걸, 블루 만쿠마 노래) | 2:52      |
| 8.  | 〈Great Kid〉                                                   | 2:17      |
| 9.  | 〈Finding Charlie〉                                             | 1:45      |
| 10. | 〈Run Daddy Run〉                                               | 1:14      |
| 11. | 〈Stepping Into the Darkness〉                                  | 1:35      |
| 12. | 〈Leaving Las Vegas〉                                           | 1:44      |
| 13. | 〈Ashes in D.C.〉                                               | 4:19      |
| 14. | 〈We are Taking the Bentley〉                                   | 3:43      |
| 15. | 〈Nampan Plateau〉                                              | 2:51      |
| 16. | 〈Saving Caesar〉                                               | 2:09      |
| 17. | 〈Adrian's Speech〉                                             | 1:41      |
| 18. | 〈Open the Gates!〉                                             | 2:16      |
| 19. | 〈The Impact〉                                                  | 1:49      |
| 20. | 〈Suicide Mission〉                                             | 2:06      |
| 21. | 〈2012 The End of the World〉                                   | 1:24      |
| 22. | 〈Collision with Mount Everest〉                                | 1:09      |
| 23. | 〈The End is Only the Beginning〉                               | 5:44      |
| 24. | 〈Fades Like a Photograph〉 (필터 노래)                         | 4:19      |

## 개봉
《2012》는 원래 2009년 7월 10일 개봉할 예정이었으나, 개봉이 많은 여름을 피하면 더 많은 관객을 불러 모을 것이라는 제작사의 예상으로 2009년 11월 달로 미루어졌다. 제작사에 따르면 원래 영화 제작, 편집 등 모든 작업이 여름 개봉에 맞게 끝날 수 있었지만, 더 완성도 있는 작품을 위해 개봉일을 일부러 늦추었다고 밝혔다. 2009년 11월 11일 날 개봉하였으며, 이틀 뒤인 13일에는 미국, 캐나다, 멕시코, 스웨덴, 인도에서, 열흘 정도 지난 21일에는 일본에서 개봉했다.
DVD, 블루레이로 2010년 3월 2일 발매되었다. 2-Disc 블루레이 에디션에는 90분 간의 특별판, 애덤 램버트의 "Time for Miracles" 뮤직 비디오, PSP, PC, Mac, 아이팟 용의 디지털 카피가 포함되었다. DVD는 유럽에서 2010년 3월 26일 발매되었고, 북아메리카 버전과 같은 특별판이 포함되었다.
3D 한정판이 2013년 2월 멕시코 시네멕스의 몇몇 극장에서만 재개봉했다.

## 평가

### 박스오피스
《2012》는 북아메리카에서 166,112,167 달러, 그 밖의 다른 지역에서 603,567,306 달러를 벌여들여 세계적으로 모두 769,679,473 달러를 벌어들였다. 당시 세계적으로 역대 41번째 매출을 올렸고, 2009년 영화 중에서는 5번째였다. 또한 소니/컬럼비아가 배급한 영화 중에 스파이더맨 샘 레이미 삼부작과 007 스카이폴에 이어 5번째로 많은 매출을 올린 영화였다. 에머리히 감독이 제작한 영화 중 인디펜던스 데이에 이어 2번째로 많은 매출을 올린 영화였다. 개봉한 주에 세계적으로 2억 3050만 달러를 벌여들어, 2009년 영화 중 개봉한 주에 4번째로 많은 수익을 올린 영화였고, 소니/컬럼비아의 영화 중에서도 4위였다.
북아메리카에서 첫 주에 65,237,614 달러를 벌어들여 1위를 기록했고, 11월에 개봉한 영화 중에 10번째로 높은 수익을 얻은 영화로 기록되었다. 총 166,112,167 달러를 벌어들였다.
북아메리카를 제외했을 때, 역대 19번째, 2009년 영화 중 4번째로 많은 매출을 올렸다. 또한 소니/컬럼비아가 배급한 영화 중에서는 007 스카이폴에 이어 두 번째로 많은 매출을 올렸다. 첫 주에 1억 6520만 달러르 벌여들었고, 이는 역대 10번째 매출이다. 프랑스와 머그레브 지방에서 1800만 달러로 첫 주 1위를 기록했다. 총 수익에서, 매출 1위를 기록한 지역은 프랑스와 머브레브 지방 (4400만 달러), 일본 (4260만), 독일 (3770만)이다.

### 수상 내역

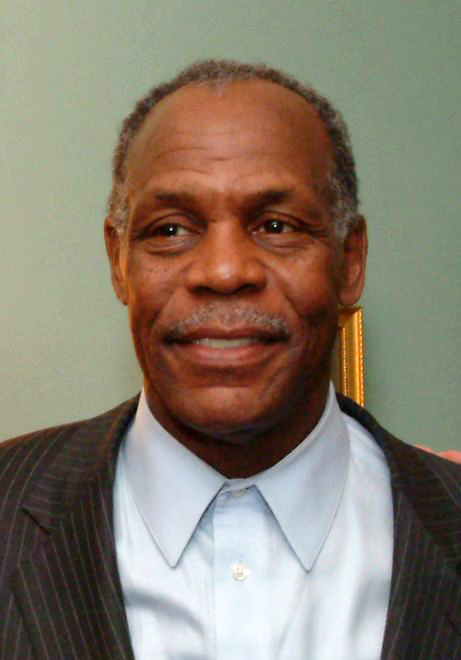
미국의 대통령 역으로 열연해 이미지 아워드에 후보로 올랐던 대니 글러버.

| 상                           | 부문                                                             | 후보자                                                                | 결과 |
| ---------------------------- | ---------------------------------------------------------------- | --------------------------------------------------------------------- | ---- |
| 방송 영화 비평가 협회상      | 최우수 시각효과상                                                | 보커 에인절, 마크 웨이거, 마이크 베지나                               | 후보 |
| 이미지 아워드                | 영화 부문 남우조연상                                             | 추이텔 에지오포                                                       | 후보 |
| 이미지 아워드                | 영화 부문 남우조연상                                             | 대니 글러버                                                           | 후보 |
| Motion Picture Sound Editors | "Best Sound Editing – Music in a Feature Film"                   | 페르난드 보스, 로널드 J. 웨브                                         | 후보 |
| Motion Picture Sound Editors | "Best Sound Editing – Sound Effects and Foley in a Feature Film" | 페르난드 보스, 로널드 J. 웨브                                         | 후보 |
| 새틀라이트상                 | "Best Sound (Mixing and Editing)"                                | 폴 N.J. 오토손, 마이클 맥기, 릭 클라인, 제프리 J. 하보시, 마이클 켈러 | 수상 |
| 새틀라이트상                 | 시각효과상                                                       | 보커 에인절, 마크 웨이거, 마이크 베지나                               | 수상 |
| 새틀라이트상                 | "Best Art Direction and Production Design"                       | 배리 추시드, 엘리자베스 윌콕스                                        | 후보 |
| 새틀라이트상                 | 편집상                                                           | 데이비드 브레너, 피터 S. 엘리엇                                       | 후보 |
| 새턴상                       | 액션·모험·스릴러영화상                                           | 《2012》                                                              | 후보 |
| 새턴상                       | 특수효과상                                                       | 보커 에인절, 마크 웨이거, 마이크 베지나                               | 후보 |

### 조선민주주의인민공화국의 금지
조선민주주의인민공화국은 이 영화의 소유나 시청을 금지했다고 보도했다. 2012년은 김일성의 탄생 100주년으로 조선민주주의인민공화국 정부는 이 해를 '강성대국 원년'으로 삼았기 때문에, 2012년이 부정적으로 묘사된 이 영화는 조선민주주의인민공화국 정부에 불쾌하게 보였을 것이다. 조선민주주의인민공화국에서 이 영화의 해적판을 소유하거나 시청한 사람들이 체포되어 국가 전복 혐의를 받고 있다고 보도가 있었다.